# Jerry Johnson
Jerry Johnson, né le 23 avril 1982 à Lancaster en Pennsylvanie (États-Unis) est un joueur de basket-ball professionnel américain-kazakhstanais. Il mesure 1,83 m.

## Biographie
Jerry Johnson naît et grandit à Lancaster, dans l'État de Pennsylvanie. Il est scolarasisé à la John Piersol McCaskey High School de 1997 à 2001 et y inscrit le record de point de l'équipe local (1792 points).
Il est ensuite recruté en 2001 par l'université de Rider afin de compléter les rangs des Broncos qui évoluent au sein de la Metro Atlantic Athletic Conference (NCAA I).

## Université
- 2001-2005 :  Université de Rider (NCAA I)

## Clubs
- 2005-2006 :  Starogard Gdański
- 2006-2007 :  Mersin BB
- Octobre 2007-avril 2008 :  Stade clermontois
- Avril 2008-2010 :  Spirou Charleroi
- 2010-janvier 2011 :  Lietuvos rytas
- Janvier 2011-juin 2011 :  Galatasaray SK
- 2011-2016 :  BC Astana
- 2016 :  Deportivo Lara
- 2016-2017 :  Büyükçekmece Basketbol
- 2017- :  Klaipėdos Neptūnas

## Palmarès
- Coupe de Pologne :
  - Finaliste  en 2006
- Championnat de Belgique :
  - Vainqueur en 2008, 2009, 2010
- Coupe de Belgique :
  - Vainqueur en 2009
- Championnat de Kazakhstan :
  - Vainqueur en 2012, 2013, 2014, 2015
- Coupe du Kazakhstan :
  - Vainqueur en 2011, 2012, 2013, 2014